# Michael Dunlop (cầu thủ bóng đá, sinh 1982)
Michael John 'Mick' Dunlop (sinh ngày 5 tháng 11 năm 1982) là một cầu thủ bóng đá người Scotland hiện tại thi đấu cho Stenhousemuir. Dunlop trước đó từng thi đấu cho Ayr United, Queen's Park, Dumbarton, Alloa Athletic, Brechin City và Albion Rovers.

## Sự nghiệp
Dunlop, cùng với em trai Ross, ký hợp đồng cho đội bóng Scottish League Two Stenhousemuir vào ngày 22 tháng 5 năm 2017.

## Thống kê sự nghiệp
Tính đến trận đấu diễn ra ngày 28 tháng 10 năm 2017
| Câu lạc bộ          | Mùa giải            | Giải vô địch        | Giải vô địch | Giải vô địch | Cúp bóng đá Scotland | Cúp bóng đá Scotland | Cúp Liên đoàn | Cúp Liên đoàn | Khác    | Khác      | Tổng cộng | Tổng cộng |
| Câu lạc bộ          | Mùa giải            | Hạng đấu            | Số trận      | Bàn thắng    | Số trận              | Bàn thắng            | Số trận       | Bàn thắng     | Số trận | Bàn thắng | Số trận   | Bàn thắng |
| ------------------- | ------------------- | ------------------- | ------------ | ------------ | -------------------- | -------------------- | ------------- | ------------- | ------- | --------- | --------- | --------- |
| Ayr United          | 2001–02             | First Division      | 1            | 0            | 0                    | 0                    | 0             | 0             | 0       | 0         | 1         | 0         |
| Ayr United          | 2002–03             | First Division      | 24           | 0            | 1                    | 0                    | 0             | 0             | 1       | 0         | 26        | 0         |
| Ayr United          | 2003–04             | First Division      | 22           | 2            | 1                    | 0                    | 0             | 0             | 0       | 0         | 23        | 2         |
| Ayr United          | 2004–05             | Second Division     | 28           | 0            | 3                    | 0                    | 1             | 0             | 0       | 0         | 32        | 0         |
| Ayr United          | Ayr United total    | Ayr United total    | 75           | 2            | 5                    | 0                    | 1             | 0             | 1       | 0         | 82        | 2         |
| Queen's Park        | 2005–06             | Third Division      | 2            | 0            | 0                    | 0                    | 0             | 0             | 0       | 0         | 2         | 0         |
| Queen's Park        | 2006–07             | Third Division      | 32           | 1            | 2                    | 0                    | 3             | 0             | 4       | 0         | 41        | 1         |
| Queen's Park        | 2007–08             | Second Division     | 25           | 0            | 1                    | 0                    | 2             | 1             | 2       | 0         | 30        | 1         |
| Queen's Park        | Queen's Park total  | Queen's Park total  | 59           | 1            | 3                    | 0                    | 5             | 1             | 6       | 0         | 73        | 2         |
| Dumbarton           | 2008–09             | Third Division      | 21           | 0            | 1                    | 0                    | 0             | 0             | 0       | 0         | 22        | 0         |
| Dumbarton           | 2009–10             | Second Division     | 34           | 2            | 0                    | 0                    | 1             | 0             | 0       | 0         | 35        | 2         |
| Dumbarton           | Dumbarton total     | Dumbarton total     | 55           | 2            | 1                    | 0                    | 1             | 0             | 0       | 0         | 57        | 2         |
| Alloa Athletic      | 2010–11             | Second Division     | 33           | 2            | 1                    | 0                    | 1             | 0             | 2       | 0         | 37        | 2         |
| Brechin City        | 2011–12             | Second Division     | 32           | 1            | 1                    | 0                    | 1             | 0             | 1       | 0         | 35        | 1         |
| Stranraer           | 2012–13             | Second Division     | 35           | 1            | 1                    | 0                    | 1             | 0             | 0       | 0         | 37        | 1         |
| Stirling Albion     | 2013–14             | League Two          | 32           | 2            | 5                    | 0                    | 1             | 0             | 1       | 0         | 39        | 2         |
| Stirling Albion     | 2014–15             | League Two          | 34           | 3            | 4                    | 1                    | 1             | 0             | 2       | 0         | 41        | 4         |
| Stirling Albion     | 2015–16             | Giải vô địch One    | 36           | 2            | 1                    | 0                    | 1             | 0             | 1       | 0         | 39        | 2         |
| Stirling Albion     | 2016–17             | Giải vô địch One    | 35           | 2            | 2                    | 1                    | 4             | 0             | 2       | 1         | 43        | 4         |
| Stirling Albion     | Tổng cộng Stirling  | Tổng cộng Stirling  | 137          | 9            | 12                   | 2                    | 7             | 0             | 6       | 1         | 162       | 12        |
| Stenhousemuir       | 2017–18             | League Two          | 10           | 0            | 1                    | 0                    | 4             | 0             | 1       | 0         | 16        | 0         |
| Tổng cộng sự nghiệp | Tổng cộng sự nghiệp | Tổng cộng sự nghiệp | 436          | 18           | 25                   | 2                    | 21            | 1             | 17      | 1         | 499       | 22        |

1. 1 2 3 4 5 6 7 8  Số lần ra sân tại Scottish Challenge Cup
2. ↑  One appearance tại Scottish Challenge Cup and three tại Second Division play-offs
3. ↑  Số lần ra sân tại Second Division play-offs

## Danh hiệu
Dumbarton
- Scottish Division Three (fourth tier): Vô địch 2008–09[20]